# Reattore nucleare Jōyō
Jōyō (常陽?) è un reattore nucleare veloce autofertilizzante (FBR) sperimentale localizzato a Ōarai, Ibaraki, Giappone, gestito dalla Agenzia dell'energia atomica giapponese. Il nome viene dal precedente nome della regione intorno Ibaraki.
Fu realizzato con lo scopo di fare test e migliorare lo sviluppo di quel tipo di reattore.
Il nucleo del reattore è passato per 3 cicli di rifornimento:
- MK-I 24 aprile, 1977 - 1º gennaio, 1982
- MK-II 22 novembre, 1982 - 12 settembre, 1997. Questa carica superò 50 000 ore di funzionamento.
- MK-III 2 luglio, 2003 - presente